# Виолета Томовска
Виолета Томовска (Битола, 29. март 1945) је македонска певачица и доајен македонске народне песме.
Виолета Томовска потиче из музичке породице. Основно школовање завршила је у Битољу, где је учествовала у свим музичким секцијама школе и свирала мандолину, а касније је постала члан КУД-а „Илинден“ – Битољ. 1959. године уписује Учитељску школу у Скопљу и улази у КУД „Орце Николов“.
Од 1959. до 1963. године. свакодневно је вежбала клавир код стрица Благоја Петрова – Карагуле и тетке Благе Петрове – Видец (познате мецосопранистке). Још од малих ногу имала је прилику да ради са мајсторима македонске музике. Током своје каријере обишла је све земље у којима има македонских досељеника.
Године 1960. наступила је у радио емисији "Микрофонот е ваш" и освојила прву награду, што јој је био подстрек за даљи рад и тиме јој се остварила жеља да ради у Радио Скопљу. Одмах након тога Александар Џамбазов је за њу написао песму „Пелистерски очи“, која је постала веома популарна.
Године 1961. Виолета Томовска почиње да наступа са оркестром на Радио Скопљу, а 1963. године први пут је снимила песму у Холивуду, у филмском студију, песму „Судбо, судбино“. Године 1964. снимила је плочу са ансамблом "Танец" у изведби Крнчева - Манчевског у РТВ Београд. За кратко време плоча је постала хит (златна плоча), а њих двоје су постали ексклузивни за кућу. Снимила је 15 синглова и више ЦД плоча. Њене слике забавних и народних песама налазе се у архиви некадашњег Радио Скопља, сада Македонског радија. Била је удата за познатог македонског сниматеља Јордана Томовског – Франца (1941 – 2011).
Током своје каријере одржала је много солистичких концерата у Македонији, бившој Југославији, Канади, Америци, Аустралији, Немачкој, Швајцарској, са Кочом Петровским, Јончетом Христовским, Николом Бадевом и професионалним македонским ансамблом Танец. Била је део многих концерата у дворани Универзал - Скопље, Македонска опера и балет, Дом на АРМ, као гост на концертима Милета Кузмановског, Милана Завкова, Синтезиса, Моме Николовског, Наума Петреског, Нина Величковског, Групе Биоритам и др. ...
Године 2024. са дуом Дач и Александар снимила је своју познату песму „Заиграј со мене ти” у новом аранжману Александра Митевског, текст Виолете Томовске и музику Милана Завкова.

## Музичка остварења
Томовска има богату музичку каријеру у којој је отпевала многе хитове и драгуље македонске староградске песме. Међу познатим хитовима: "Македонско девојче", "Ој Вардаре македонски", "Заиграј со мене ти", "Камен да беше срцето", "За молого години Мацедонианс“, "Ми товарил Дончо", "Песна ви пеам Македонци", "Ах вие луди млади години", "Битола мој роден крај", "Молитва", "Песната е дар од Господа" и стотине других. Много песни отпеала и во дует со Кирил Манчевски, Никола Бадев, Наум Петрески и други.
Виолета Томовска је аутор или коаутор неколико песама:
- „За тебе се родив” (дует са Кочом Петровским),
- „Песма ви пеам Македонци” (са Кочом Петровским и Ђорђијем Белџигеровским),
- „Каде брзаш животе” (дует са Миланом Завковим),
- „Јанке ле, Јанке убава ” (дует са Николом Бадевом),
- „Запеј песма Македонко” (дует са Кирилом Манчевском),
- „Мајко ле мила мајчице”,
- "Македонка" (дует са Јонче Христовским),
- „Запејте Македонци” (Гоце Фест, 1990)

## Дискографија
- Violeta Tomovska, RTB, EP 12768.

## Спољашне везе
- Виолета Томовска на YouTube.